# Cerapachys inconspicuus
Cerapachys inconspicuus é uma espécie de formiga do gênero Cerapachys.